# 大八賀神社
大八賀神社（おおはちがじんじゃ）は、岐阜県高山市松之木町（旧・大野郡大八賀村）に鎮座する神社。
名称は大野郡大八賀村に因む。

## 概要
創建時期は不詳。一説ではこの地域の国津神を祀っていたという。戦国時代に荒廃し、天正十三年（1585年）に金森長近が加賀国白山比咩神社から白山大神を勧請し、白山神社として復興。
1890年（明治23年）に境内を拡張し社殿を新築。1909年（明治42年）に大八賀神社に改称する。。
現在の社殿は1978年（昭和53年）に新築したものである。

## 主祭神
- 菊理姫命
- 伊邪那岐命
- 伊邪那美命

## 相殿神
- 住吉大神